# Shabbat Shuvah

Osserva il giorno di sabato per santificarlo – frammento dei Dieci Comandamenti e dello Shemà, nel Papiro Nash rinvenuto in Egitto nel 1930

Shabbatot Speciali (o Shabbat Speciali) sono giorni di Shabbat in cui si commemorano eventi e occasioni speciali. Variazioni nella liturgia e nelle speciali tradizioni ebraiche li differenziano dagli Shabbat regolari – ogni Shabbat speciale viene chiamato con un nome speciale, appunto. Due di questi sabati, Shabbat Mevarchim che precede immediatamente un nuovo mese, e Shabbat Rosh Chodesh che coincide con il nuovo mese, possono verificarsi più volte durante l'anno. Gli altri Shabbat speciali si verificano in sabati specifici prima o in concomitanza con alcune festività ebraiche durante l'anno, secondo uno schema fisso.

## Shabbat Shuvah
Lo Shabbat tra Rosh Hashanah e Yom Kippur è chiamato Shabbat Shuvah o Shabbat T'shuvah – Shabbat [di] ritorno, in ebraico שבת שובה‎? o "Shabbat [di] Pentimento" שבת תשובה)  – perché la sua speciale lettura haftarah inizia con le parole «Shuvah Yisrael», «Ritorna o Israele», dalla profezia di Osea (Osea 14:2-10) e letteralmente significa "Ritorno!" È indicato anche come Shabbat Shuvah perché cade durante i dieci giorni di pentimento, ma si colloca tra (senza includere) i due giorni consecutivi di Rosh Hashanah e il giorno di Yom Kippur.

## Shabbat Shirah
Shabbat Shirah ("Shabbat [del] cantico" שבת שירה) è il nome dato al sabato che include la Parashah Beshalach. La lettura biblica della settimana contiene la "Cantico del Mare" (Esodo 15:1-18). Questo era un canto (noto anche come "Canto di vittoria" e "Canto di Mosè e Miriam") che i Figli di Israele cantarono dopo il passaggio del mar Rosso. Non ci sono letture speciali della Torah. L'haftarah include la Canzone di Debora.

## Le quattro parashot
Questi sono quattro Shabbat speciali che derivano il proprio nome dalle porzioni bibliche tradizionali che vengono lette nelle rispettive ricorrenze annuali. Due sono prima del Purim e due prima di Pesach.

### Shabbat Shekalim
Shabbat Shekalim ("Sabbath [dei] sicli" שבת שקלים) richiede che ogni maschio adulto contribuisca metà del siclo biblico per la manutenzione del Tabernacolo, o mishkan (משכן). Si legge la porzione di Torah Esodo 30:11-16 (inizio della Parashah Ki Tisa). Questo Shabbat si celebra il sabato antecedente al 1º del mese ebraico di Adar, o il primo di Adar stesso se cade di Shabbat. Nell'anno bisestile del calendario ebraico, quando ci sono due mesi di Adar, Shabbat Shekalim cade il sabato che precede il 1º di Adar II (o il primo di Adar II stesso se è di sabato).

### Shabbat Zachor
Shabbat Zachor ("Shabbat [di] rimembranza" שבת זכור) è lo Shabbat che precede Purim. Deuteronomio 25:17-19 (alla fine della Parashah Ki Teitzei) narra l'attacco di Amalek. Esiste una tradizione dal Talmud che Aman, l'antagonista nella storia del Purim, discendesse da Amalek. La parte che viene letta include un comandamento per ricordare l'attacco di Amalek e quindi a questa lettura pubblica sia uomini che donne fanno uno sforzo speciale per ascoltare la lettura.

### Shabbat Parah
Shabbat Parah ("Shabbat [della] giovenca rossa" שבת פרה) cade lo Shabbat che precede Shabbat HaChodesh, in preparazione della Pesach. Numeri 19:1-22 (l'inizio della Parashah Chukat) descrive la parah adumah ("giovenca rossa") del Tempio quale parte del cerimoniale in cui i kohanim ed il popolo ebraico si purificavano in modo da essere pronti ("puri") a sacrificare il korban Pesach.

### Shabbat HaChodesh
Shabbat HaChodesh ("Shabbat [del] mese" שבת החודש) si celebra il sabato antecedente il 1º del mese ebraico di Nisan (o il primo di Nisan stesso se cade di Shabbat), durante il quale si festeggia la Pesach. Esodo 12:1-20 (dalla Parashah Bo) e le leggi di Pesach. Il primo giorno di Nisan, Dio ha presentato il primo comandamento di come "santificare la luna nuova" (kiddush hachodesh) per l'arrivo di Rosh Chodesh e Nisan diventa così il primo mese dell'anno ebraico (contando per mesi).

## Shabbat HaGadol

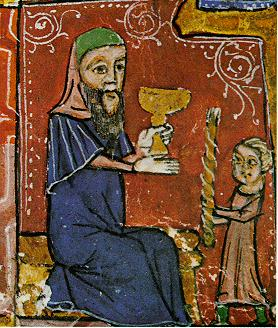
Rituale della Havdalah, che segna la fine dello Shabbat (Spagna XIV secolo)

Shabbat HaGadol ("Grande Shabbat" שבת הגדול) è lo Shabbat subito prima di Pesach (Pasqua). C'è una Haftarah speciale che viene letta in tale sabato, dal Libro di Malachia. Tradizionalmente nel pomeriggio viene presentato alla comunità un sermone lungo ed esaustivo.
Varie ragioni sono date per il nome di questo Shabbat:
1) Il Midrash Rabbah riporta: “Quando essi (gli ebrei) misero da parte il loro agnello pasquale per quello Shabbat, i primogeniti gentili si radunarono nei pressi degli Israeliti e chiesero loro perché stessero facendo ciò. La seguente fu la loro risposta: "Questa è un'offerta di Pesach a Dio che ucciderà gli egiziani primogeniti." Essi (i primogeniti) andarono dai loro padri e dal faraone per chiedere che concedessero il permesso di liberare il popolo ebraico - ma costoro si rifiutarono. I primogeniti allora condussero una guerra contro di loro e molti di essi (gli egiziani) furono uccisi. Questo è il significato del versetto (Salmi 136:10): “Colui che percosse l'Egitto nei suoi primogeniti: perché eterna è la sua misericordia”.
2) L‘Arba'ah Turim afferma: "L'agnello era la divinità egizia. Molti ebrei, dopo 210 anni di immersione nell'ambito della civiltà egizia, avevano adottato anche questo animale come loro dio. Quando Dio ordinò che un agnello venisse accantonato e legato al letto per quattro giorni in previsione del sacrificio, il popolo ebraico abbandonò la pratica idolatra e coraggiosamente adempirono questa mitzvah davanti al popolo egiziano, dimostrando così la loro fiducia e fede in Dio. Nulla avrebbe potuto essere più abominevole per gli Egiziani, poiché il loro dio era in procinto di essere macellato. Tuttavia, miracolosamente gli egiziani non furono in grado di pronunciare una parola o sollevare una mano per reagire. Guardarono impotenti come il loro dio fosse preparato per la macellazione. Questo miracolo fu un grande miracolo (nes gadol) e dà a questo Shabbat il suo nome."
3) Il Peri Hadash narra: "In questo giorno il popolo ebraico fu comandato di compiere la loro prima mitzvah - di mettere da parte l'agnello per il sacrificio. (Da notare che la mitzvah di Rosh Chodesh non era una adempiuta praticamente in quell'epoca ed in quel mese). Questo importante risultato è quindi chiamato Gadol. Inoltre, adempiendo questa prima mitzvah diventarono come bambini che maturano ad età adulta - celebrarono il loro Bar/Bat Mitzvah. In questa prospettiva, il nome Shabbat HaGadol si tradurrebbe: lo Shabbat in cui gli ebrei divennero gadol/adulti maturi."
4) The Hatam Sofer riporta: "In questo giorno il popolo ebraico 'ritornarono' (Teshuvah) completamente al loro impegno e fede in Dio (come spiegato al nr. 1). Dio è chiamato gadol. Pertanto, anche il popolo ebraico che abbracciò e si sottomesse a Dio, si guadagnò il titolo di gadol."
5) Lo Shibolei Haleket afferma: "Il lungo discorso abituale di Shabbat HaGadol rende il Shabbat lungo, persistente e gadol. (Una ragione analoga è data per lo Yom Kippur, che viene chiamato Tzoma Rabba/il Grande Digiuno - lo si sente lungo!)"
6) Rabbi David ben Joseph Abudarham scrive: "Nella Haftarah dello Shabbat prima di Pesach leggiamo il possuk [Malachia 3:23]: “Hinei Anochi Shole'ach Lachem Et Eliyahu Hanavi Lifnei Bo Yom HaGadol V'hanorah,”, o "Ecco, io invierò il profeta Elia prima che giunga il giorno grande e terribile del Signore." Tale ragione pone lo Shabbat HaGadol nella stessa categoria di Shabbat Hazon, Shabbat Nahamu e Shabbat Shuva, poiché il loro nome deriva dalla Haftarah."
7) Ogni Shabbat che precede un festival o stagione festiva è conosciuto come Shabbat Hagadol (cfr. Shibolei Haleket).

## Shabbat Chazon
Shabbat Chazon ("Shabbat [di] visione" שבת חזון) prende il nome dalla Haftarah che si legge il sabato immediatamente precedente il digiuno del lutto di Tisha b'Av, dalle parole di rimprovero e condanna pronunciate da Isaia in Isaia 1:1-27. Viene indicato anche come lo Shabbat Nero per il suo stato di più triste Shabbat dell'anno (in contrapposizione allo Shabbat Bianco, Shabbat Shuvah, immediatamente precedente Yom Kippur).

## Shabbat Nachamu
Shabbat Nachamu ("Shabbat del conforto/consolazione) prende il nome dalla Haftarah di Isaia in Isaia 40:1-26 che parla di "consolazione" del popolo ebraico per le loro sofferenze. È la prima delle sette Haftarah di consolazione che portano alla festa di Rosh Hashanah, il Nuovo Anno ebraico. Cade il sabato dopo Tisha b'Av.

## Shabbat Mevorchim

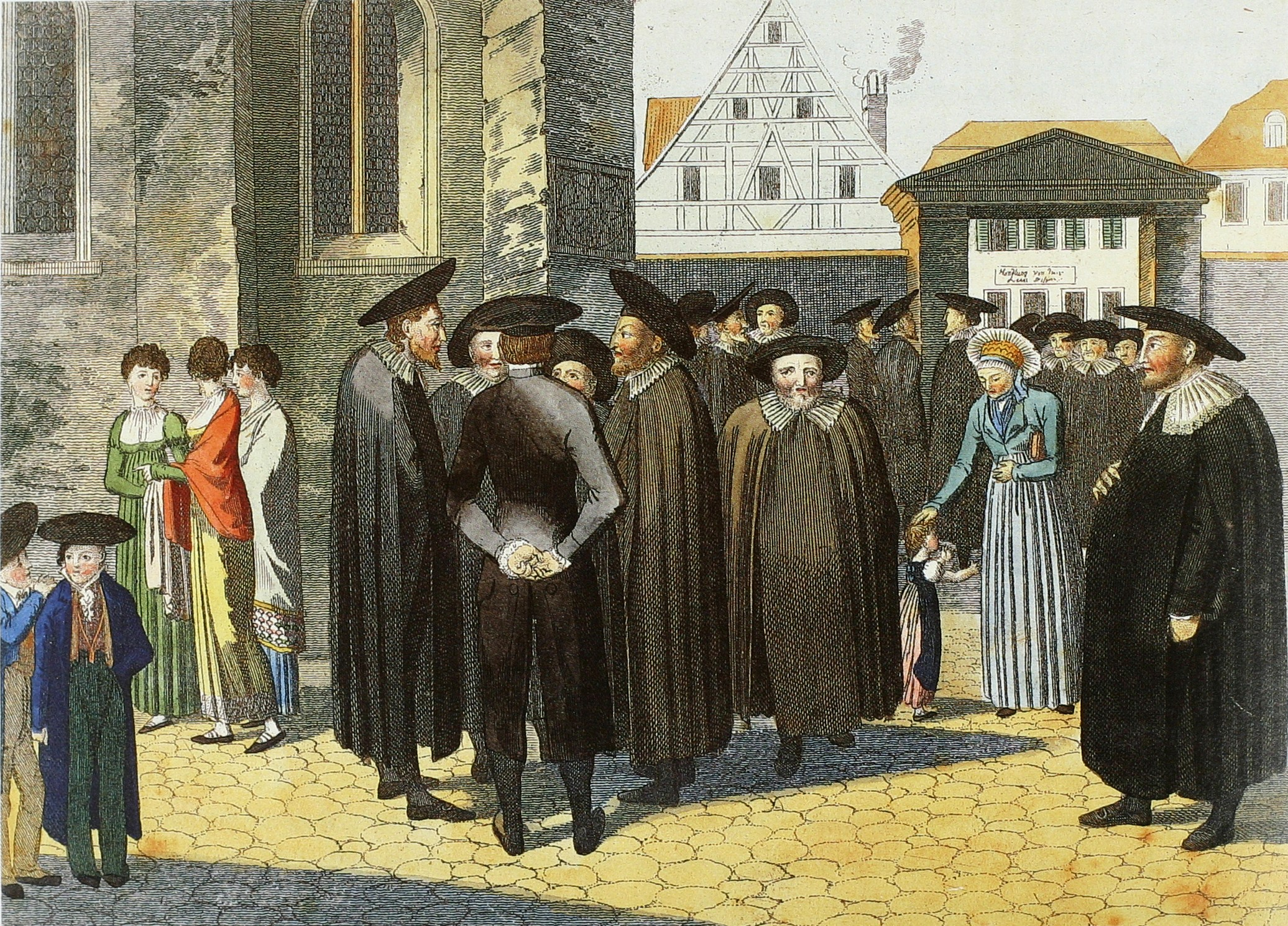
Ebrei riuniti fuori di una sinagoga durante lo Shabbat (basato su un dipinto di Frederich Campe, Germania ca. 1800)

Qualsiasi Shabbat che preceda ed inizi la settimana durante la quale ci sia un giorno o dei giorni del nuovo mese ebraico (Rosh Chodesh) viene chiamato Shabbat Mevorchim (mevorchim significa "essi [la congregazione] benedicono" [il nuovo mese che arriva]").
Questa preghiera è recitata dopo la lettura della Torah prima che il rotolo biblico sia riportato nell'Arca (Aron haQodesh), dove è usualmente riposto in sinagoga.
Gli ebrei aschenaziti si riferiscono a questo Shabbos (=Shabbat) come Rosh Chodesh bentschen o bentschen Rosh Chodesh. In yiddish, bentschen significa "benedizione" ed è tradizione che le donne si impegnino a presenziare in sinagoga per udire e recitare tale preghiera.
Esistono comunità chassidiche, come quella Chabad, che si alzano prima al mattino dello Shabbat per recitare l'intero Tehillim in shul, e che si riuniscono per celebrare con gioia (alla maniera del farbrengen), in onore dello Shabbat Mevorchim.
Il giorno che segue Shabbat è Rosh Chodesh e generalmente viene letta una Haftarah speciale ("Machar Chodesh" - 18-42); se lo Shabat stesso cade di Rosh Chodesh, si leggono sia il maftir speciale che la haftarah (Isaia 66), insieme ad Hallel e il Mussaf speciale. Queste haftarot possono essere annullate da un altro Shabbato speciale, come per esempio lo Shabbat Shekalim o Shabbat HaChodesh. Tuttavia, in alcune comunità la haftarah si conclude con la prima e l'ultima riga della haftarah di Machar Chodesh o Rosh Chodesh.

## Shabbat Chol HaMoed
Ciascuno Shabbat durante Chol haMoed, i "giorni intermedi" di Pesach e Sukkot, è conosciuto come Shabbat Chol haMoed ("[lo] Shabbat [dei] giorni intermedi" in ebraico שבת חול המועד‎?) che cade fino a due volte all'anno durante i festival settimanali. Può verificarsi una volta durante Pesach e una volta durante Sukkot ("Tabernacoli") o in entrambe le feste.
La porzione di Torah settimanale non viene letta in questi sabati e invece ci sono letture bibliche speciali basate sulla unicità di ogni festività e dei Tre Festival di Pellegrinaggio (Shalosh Regalim). Ci sono anche speciali maftir ("letture supplementari della Torah") e Haftarah (letture dei profeti).

### Shabbat Chol Hamoed Pesach
Shabbat durante Chol HaMoed a Pasqua è noto come Shabbat Chol Hamoed Pesach e oltre alla specifica lettura della Torah (maftir) e le letture Haftarah per quel giorno, si legge ad alta voce in sinagoga il Cantico dei Cantici (Shir Hashirim) nella sua interezza, con particolare cantillazione prima della letture della Torah durante i servizi.

### Shabbat Chol Hamoed Sukkot
Lo Shabbat durante Chol HaMoed durante Sukkot è conosciuto come Shabbat Chol Hamoed Sukkot e in aggiunta alla lettura biblica designata (maftir) e le letture Haftorah per quel giorno, si legge Ecclesiaste (Qohelet) ad alta voce in sinagoga nella sua interezza, con particolare cantillazione prima della lettura della Torah durante i servizi liturgici.

## Shovavim

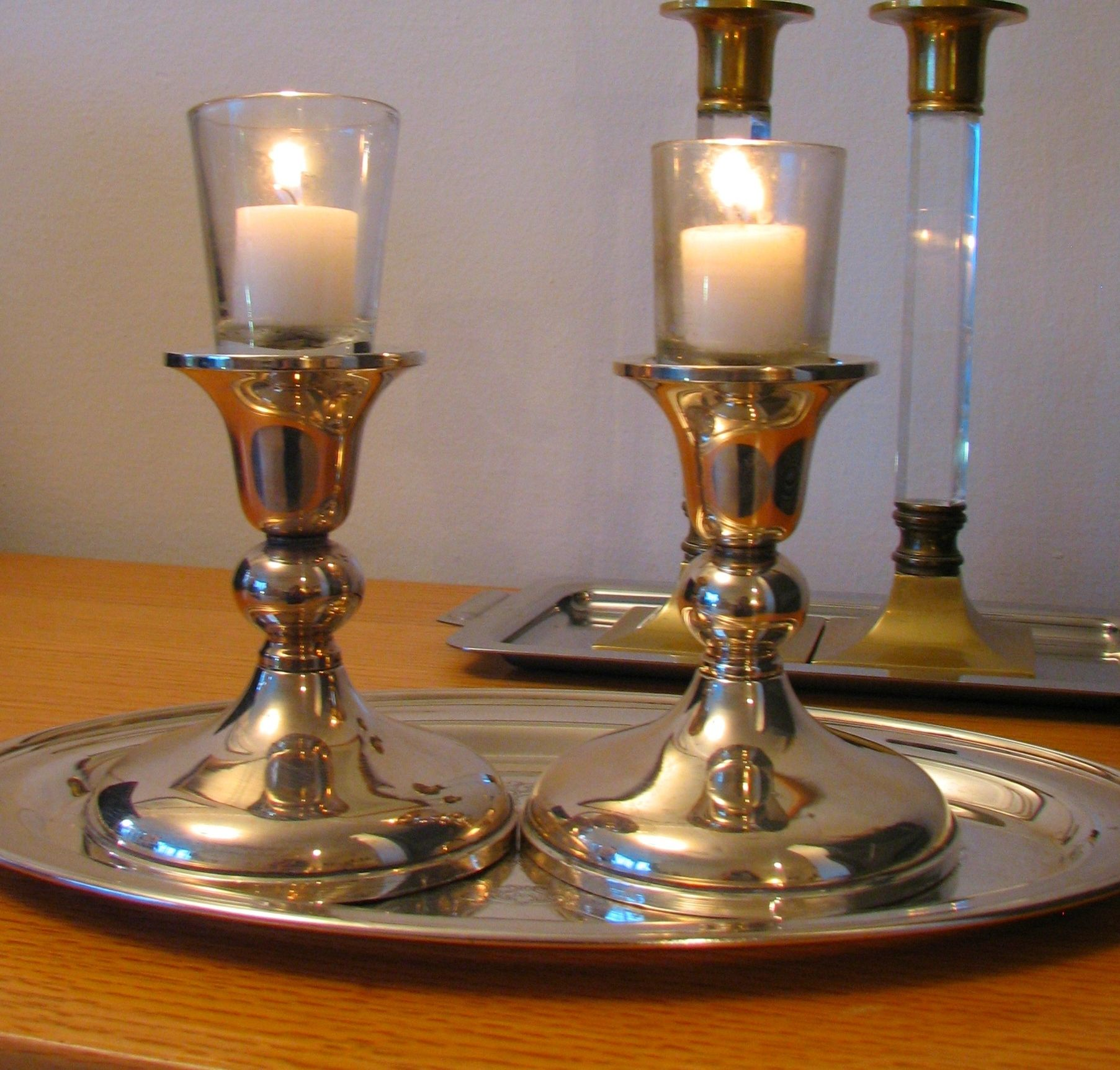
Candelieri d'argento usati per l'accensione delle luci alla vigilia dello Shabbat e altre festività ebraiche

La parola Shovavim (Shin, Vav, Bet, Bet, Yud, Mem) è un acrostico dei nomi delle seguenti parashot:
1. Shin - Shemot
2. Vav - Va'eira
3. Bet - Bo
4. Bet - Beshalach
5. Yud - Yitro
6. Mem - Mishpatim

prime sei parashot del Libro dell'Esodo, lette in sinagoga durante lo Shabbat, che i cabalisti insegnano sia di buon auspicio per pentirsi dei peccati. Alcuni hanno la tradizione di digiunare e fare ulteriore zedaqah (carità) in questo periodo, recitando Selichot e altre preghiere cabalistiche e tiqqunim.
Nell'anno bisestile si aggiungono altre due settimane:
1. Terumah
2. Tetzaveh